# Cordillera Neo-Volcánica
Cordillera Neo-Volcánica är en bergskedja i Mexiko. Den ligger i den sydöstra delen av landet, 90 km väster om huvudstaden Mexico City.